# Somei
somei（ソメイ、10月28日 - ）は、日本の女性シンガーソングライター。東京都出身。ミュージックレイン所属。
アーティスト名の「somei」には、『移り行く季節に寄り添うソメイヨシノのように、様々な人に寄り添えるアーティストになれるように』という意味合いが込められている。
以前は「結羽メイ」「メイ。」という名前で活動していた。

## 略歴
中学2年よりライブ活動を開始。プレイスタイルはギター弾き語りであった。
明星学園高等学校、舞台芸術学院卒業。Sony Musicが主催する新人アーティスト養成講座「the LESSON」へ６期生として参加。
2021年3月31日、サブスクLIVE × #5GLAB「Go To STARDOM」にて準グランプリを獲得。
2021年9月よりホンダシンゴとのユニット「イタズラ」が始動。「チャイニーズ・歓楽街・廃屋」「ヘルシー・メルシー・待ちぼうけ」をリリース。(現在は活動停止中)

2023年8月30日にソニーミュージック内のプロダクション&レーベル「ミュージックレイン/MiCLOVER」よりメジャーデビュー。デビュー曲は「憂う門には福来たる」（somei作詞・作曲、毎日放送系アニメイズム「デキる猫は今日も憂鬱」主題歌）。
2023年11月22日には2ndシングル「Another Complex」(somei作詞・作曲、テレビ朝日系「僕らの雨色プロトコル」エンディングテーマ)をリリース。
2025年3月26日に、someiとしての1stアルバム「some : i」をデジタルリリース。

## ディスコグラフィ

### シングル
|     | 発売日         | タイトル           | 規格品番                                  | 収録曲                                                                                                   | 備考 |
| --- | -------------- | ------------------ | ----------------------------------------- | --- | ---- |
| 1st | 2023年8月30日  | 憂う門には福来たる | SMCL-830/1:期間生産限定盤 SMCL-829:通常盤 | 1. 憂う門には福来たる 2. サイバーパンク 3. 六畳夢想 4. 憂う門には福来たる -TV size- (期間生産限定盤のみ) |      |
| 2nd | 2023年11月22日 | Another Complex    | SMCL-855/6:期間生産限定盤 SMCL-854:通常盤 | 1. Another Complex 2. アイソアソンデ 3. 消しゴム 4. Another Complex -TV size- (期間生産限定盤のみ)       |      |

## タイアップ
| 曲名               | タイアップ                                           |
| ------------------ | ---------------------------------------------------- |
| 憂う門には福来たる | 毎日放送系アニメイズム「デキる猫は今日も憂鬱」主題歌 |
| Another Complex    | アニメ「僕らの雨いろプロトコル」エンディングテーマ   |